# Grünerløkka
Grünerløkka je 2. městská část norského hlavního města Osla, největší co se týče počtu obyvatel. Leží ve vnitřní části města, kde jí od na západě od obvodu St. Hanshaugen odděluje Uelandova ulice, a na východě od obvodu Bjerke silnice Ring 3. Na jihu ji od obvodu Gamle Oslo odděluje Tøyenparken a na severu park Torshovdalen a křižovatka Sinsenkrysset od obvodu Sagene. Obvodem protéká řeka Akerselva.
Obvodu dominuje hustá bloková zástavba, především ve vlastní čtvrti Grünerløkka a ve čtvrti Sofienberg, které se nachází v její jihozápadní části. Tyto části se přes své skromné počátky staly od 90. let 20. století módní oblastí mezi mladými a vzdělanými lidmi s rozsáhlou nabídkou restaurací, malých obchodů a služeb, a vzdělávacích zařízení. Na východě a severu se pak rozkládá méně hustá zástavba vzniklá v meziválečné době. Komerční zástavba se soustředí především na úplný východ obvodu, ale lze jí nalézt také ve čtvrti Rodeløkka, kde se nachází například čokoládovna Freia, okolo náměstí Carla Bernera nebo západně od Akerselvy. Také se zde také nachází univerzitní Škola architektury a designu a Vysoká škola umění, a v oblasti Tøyen Přírodovědné muzeum.

## Dějiny
Grünerløkka byla původně součástí statku Nedre Foss, který od krále koupil roku 1672 mincmistr Friedrich Grüner. Jeho potomek, Hans Frederik Grüner začal v roce 1856 pozemky prodávat, především Carlu Johanovi Micheletovi a Thorvald Meyer, a oblast se po něm začala nazývat Grünerløkka „Grünerův pozemek“. V roce 1859 se stala součástí Oslo, v té době ještě Christianie, čemuž následoval vznik husté městské zástavby a také rozvoj průmyslu, představovaného například Christiania Seildugsfabrik a několika dalšími textilkami, nebo slévárnou Foss Jernstøperi. V roce 1900 měla oblast kolem dvaceti tisíc obyvatel, z téže doby také pocházela ještě na počátku 21. století většina budov.
Během 20. století Grünerløkka bojovala s celkovou zchátralostí, především ve 30. a 70. letech, což vedlo k návrhům na její asanaci a vybudování nové obytné čtvrti. Namísto probíhala od konce 70. let renovace čtvrti a mnoho starých menších bytů bylo sloučeno do větších, odpovídajících nových standartům. Přesto však došlo ke kompletní demolici některých budov, což bylo předmětem kontroverzí. V roce 2006 získala oblast okolo parku Birkelunden památkovou ochranu.
V roce 2004 byl starší obvod Grünerløkka-Sofienberg rozšířen o čtvrti Sinsen, Løren a Hasle z obvodu Helsfyr-Sinsen, zatímco bloky západně od Hausmannovy ulice byly přičleněny k obvodu St. Hanshaugen. V té době byl až sedmým nejlidnatějším, ale v důsledku stavby nových obytných budov, především ve čtvrti Løren, počal počet obyvatel rychle stoupat, a v roce převzal po obvodu Frogner první místo v lidnatosti.

## Galerie

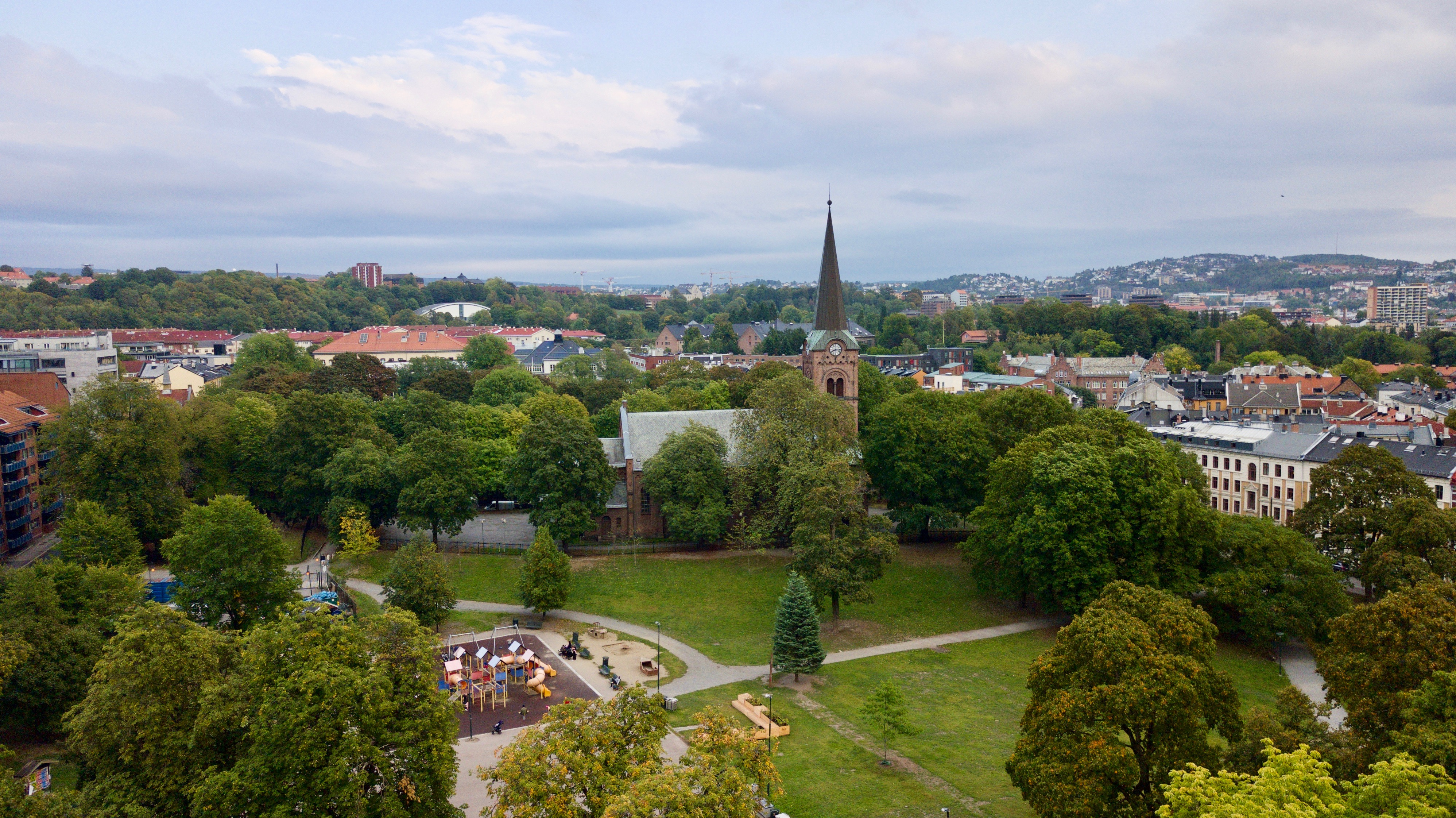
Sofienberg kirke a Sofienbergparken
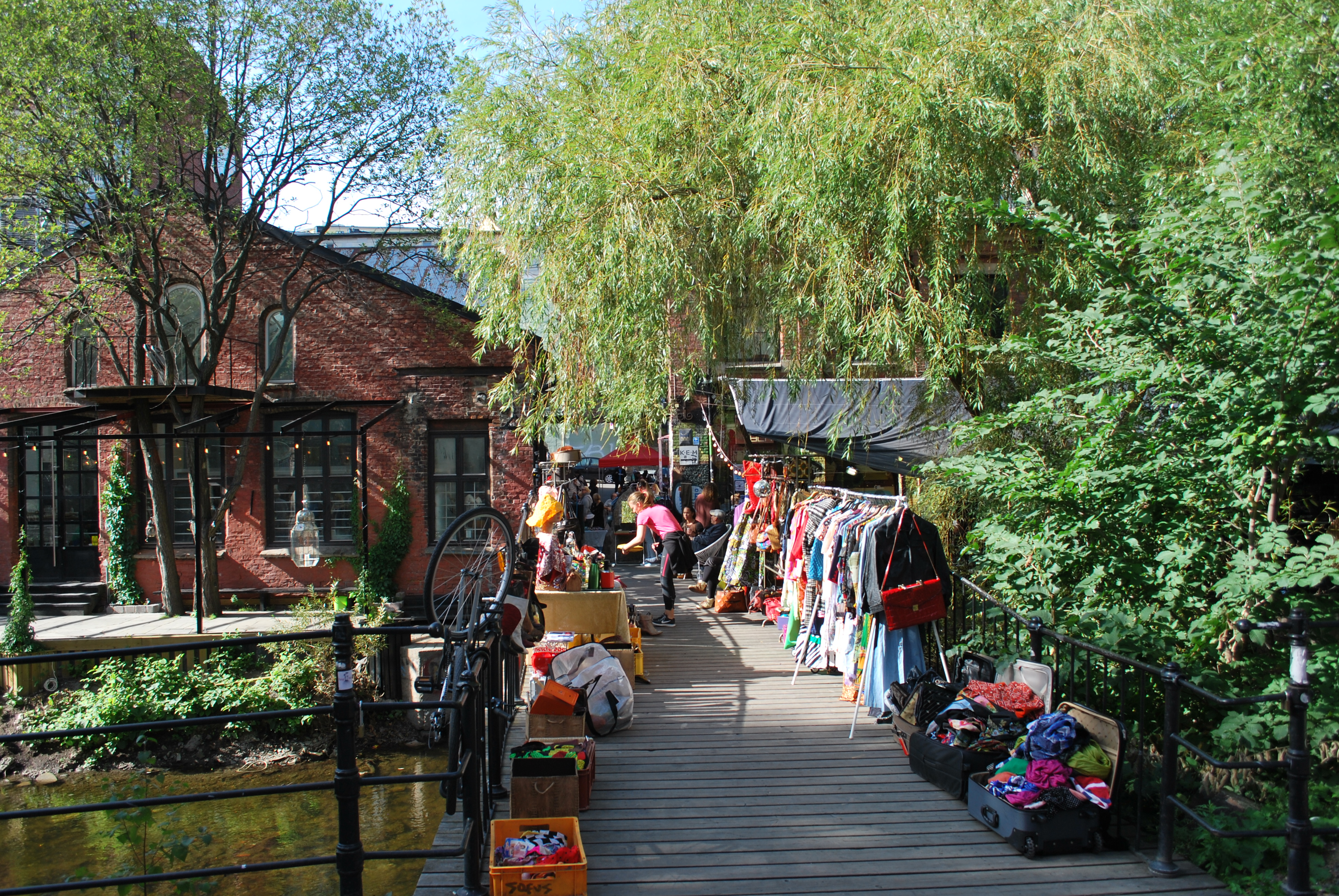
Nedělní trh u hudebního klubu Blå
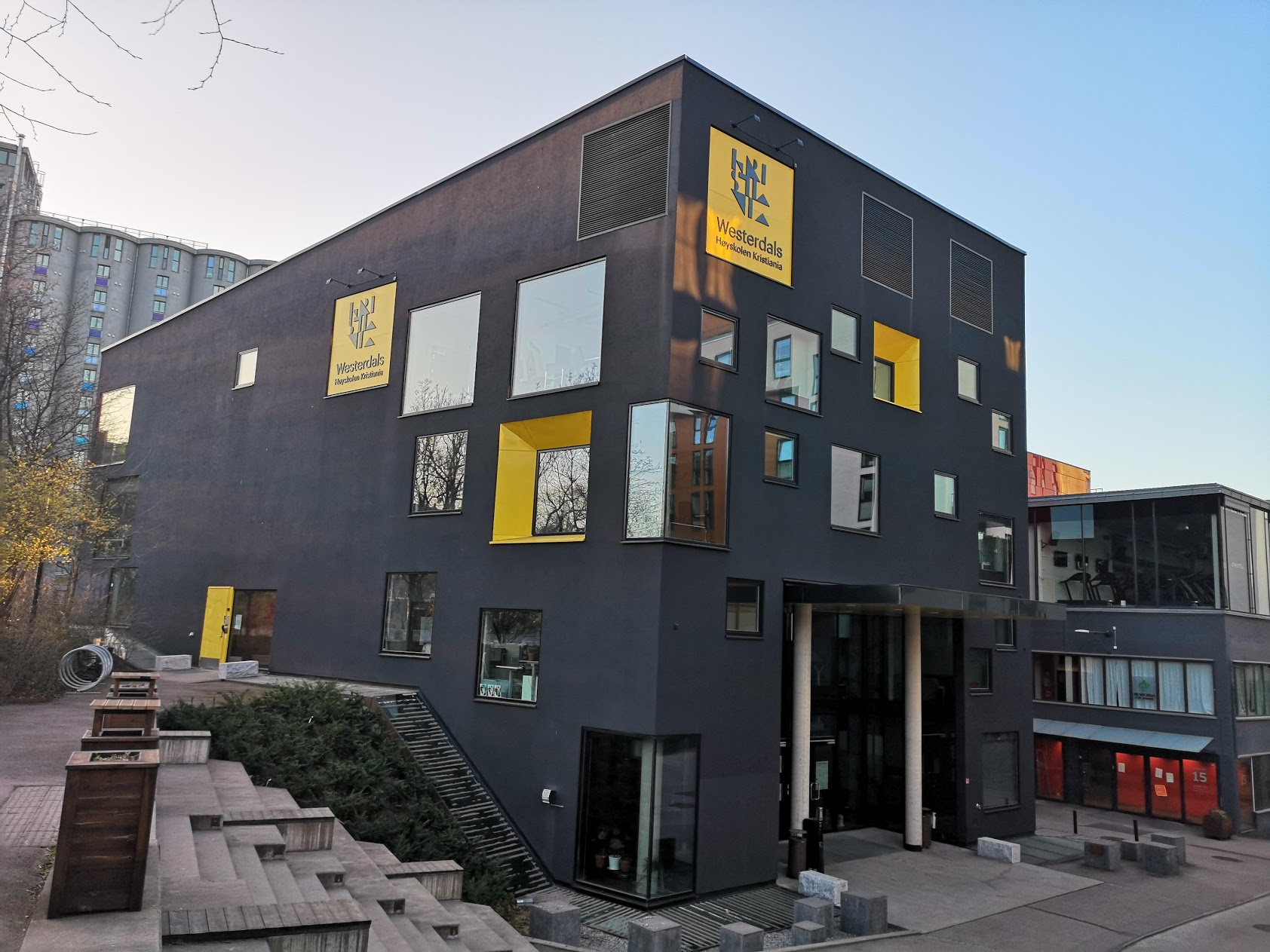
Ubytování soukromé Univerzity Kristiania ve čtvrti Vulkan
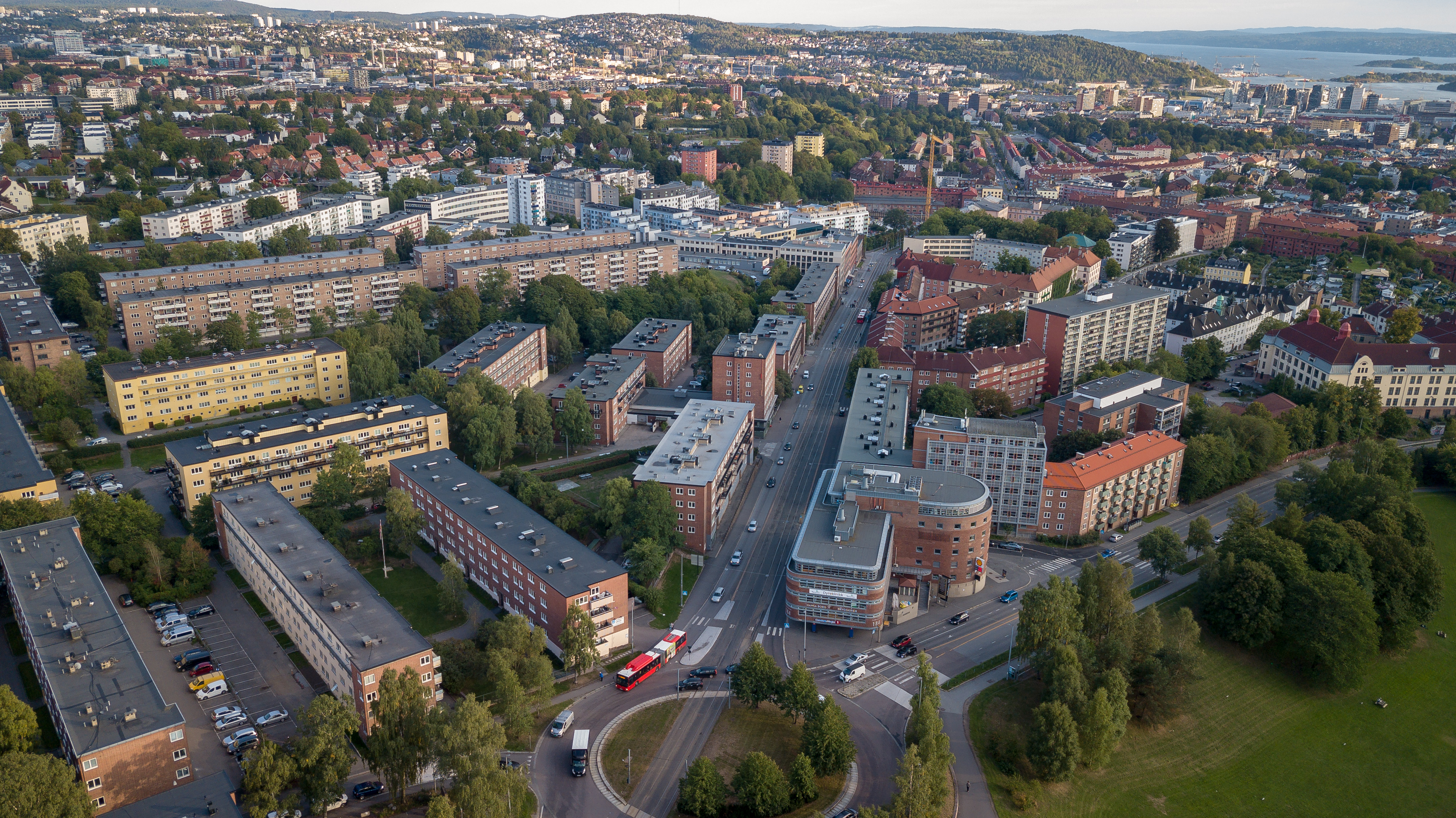
Čtvrť Sinsen
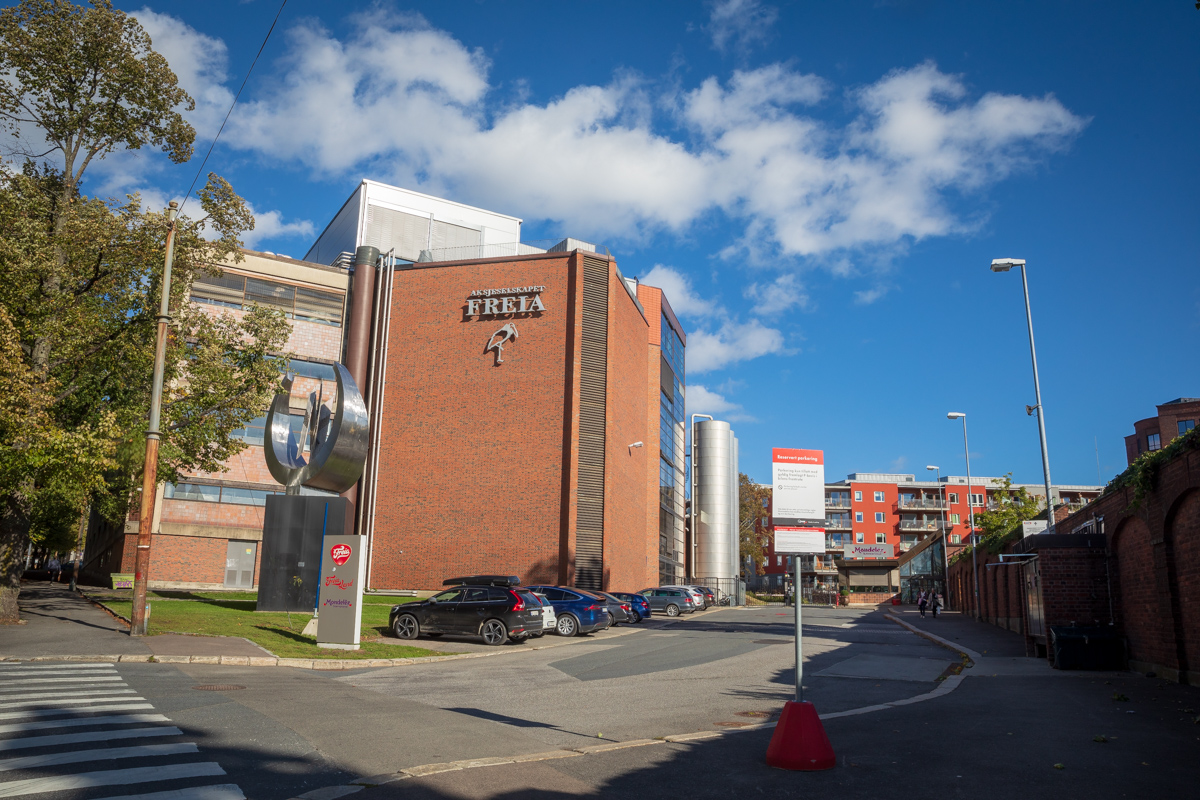
Čokoládovna Freia